# Lo mejor de MTV Unplugged (álbum)
Lo mejor de MTV Unplugged es un álbum recopilatorio, editado en 2008 en formato digital de doble disco compacto (CD) más un DVD sencillo, que repasa los mejores momentos de varios intérpretes iberoamericanos que han grabado y lanzado un MTV Unplugged, excepto las presentaciones que los argentinos Illya Kuryaki and the Valderramas y que la mexicana Julieta Venegas, realizaran bajo este formato musical; pero incluyendo a cambio, una interpretación de 2006 realizada por el brasileño Lenine a dueto con esta última.
Se desconoce la razón de no incluir algún tema del álbum MTV Unplugged de Julieta Venegas, a pesar de que su edición fue previa al momento de la conformación del recopilatorio.
De la canción Afuera de Caifanes, existe una edición realizada previamente en el álbum Caifanes La Historia lanzado en 1997; misma que se desprende de su presentación Caifanes MTV Unplugged, que no cuenta con edición oficial. Se incluyeron temas, hasta ese momento inéditos, de los argentinos Los Fabulosos Cadillacs, de los mexicanos Maldita Vecindad y los Hijos del Quinto Patio y de los colombianos Aterciopelados.

## Lista de canciones

### Edición en doble CD[1]
| CD 1 |                                                         |                                               |                                               |          |  |
| N.º  | Título                                                  | Escritor(es)                                  | Intérprete                                    | Duración |  |
| 1.   | «Tu recuerdo» (Feat. La Mari de Chambao y Tommy Torres) | Tommy Torres                                  | Ricky Martin                                  | 4:31     |  |
| 2.   | «Matador»                                               | Flavio Cianciarulo                            | Los Fabulosos Cadillacs                       | 4:53     |  |
| 3.   | «Rayando el sol»                                        | Álex González y Fernando Olvera Sierra        | Maná                                          | 5:04     |  |
| 4.   | «Yendo de la cama al living»                            | Charly García                                 | Charly García                                 | 4:25     |  |
| 5.   | «Inevitable»                                            | Shakira y Luis Fernando Ochoa                 | Shakira                                       | 3:33     |  |
| 6.   | «Kumbala»                                               | Maldita Vecindad y los Hijos del Quinto Patio | Maldita Vecindad y los Hijos del Quinto Patio | 5:42     |  |
| 7.   | «En la ciudad de la furia» (con Andrea Echeverri)       | Soda Stereo                                   | Gustavo Cerati                                | 8:31     |  |
| 8.   | «Déjate caer»                                           | Álvaro Henríquez y Roberto Lindl              | Los Tres                                      | 3:33     |  |
| 9.   | «Miedo» (con Julieta Venegas)                           | Lenine, Pedro Guerra y Rodney Assis           | Lenine                                        | 4:42     |  |
| 10.  | «Afuera»                                                | Saúl Hernández                                | Caifanes                                      | 4:49     |  |

| CD 2  |                                        |                                            |                        |          |  |
| N.º   | Título                                 | Escritor(es)                               | Intérprete             | Duración |  |
| 1.    | «Sucia estrella»                       | Juan Sebastián Gutiérrez                   | Los Ratones Paranoicos | 3:54     |  |
| 2.    | «Las flores»                           | Emmanuel del Real                          | Café Tacuba            | 5:42     |  |
| 3.    | «El duelo» (con Ely Guerra)            | Alberto Cuevas, Andrés Bobe, Luciano Rojas | La Ley                 | 5:33     |  |
| 4.    | «Bolero Falaz»                         | Héctor Buitrago                            | Aterciopelados         | 4:52     |  |
| 5.    | «Durazno Sangrando»                    | Luis Alberto Spinetta                      | Luis Alberto Spinetta  | 4:36     |  |
| 6.    | «Lo que fui es lo que soy»             | Alejandro Sanz                             | Alejandro Sanz         | 5:25     |  |
| 7.    | «Triste canción»                       | Alejandro Lora                             | El Tri                 | 7:34     |  |
| 8.    | «Color esperanza» (con La Chilinguita) | C. López, C. Sorokin, Diego Torres         | Diego Torres           | 5:15     |  |
| 9.    | «Azul casi morado»                     | Guerrero, Líberman, Valero                 | Santa Sabina           | 4:57     |  |
| 98:00 |                                        |                                            |                        |          |  |